# Ralf Seekatz
Ralf Seekatz (nascido em 9 de maio de 1967) é um político alemão da União Democrata-Cristã (CDU) que atua como membro do Parlamento Europeu desde 2019.

## Carreira política
Seekatz é membro do Parlamento Europeu desde as eleições europeias de 2019. Desde então, ele tem servido no Comité de Liberdades Civis, Justiça e Assuntos Internos. Para além das suas atribuições nas comissões, faz parte da delegação do Parlamento para as relações com a Índia.